# Avloh
Avloh è un arrondissement del Benin situato nella città di Grand-Popo (dipartimento di Mono) con 3.823 abitanti (dato 2006).